# محمد الدراجی
محمد الدراجی (انگلیسی: Mohamed Al-Daradji؛ زادهٔ ۶ اوت ۱۹۷۸) کارگردان فیلم اهل عراق است. او تئاتر را در عراق و کارگردانی را در انگلستان آموخت.